# Le Chant du marin
Pour plus de détails, voir Fiche technique et Distribution.
Le Chant du marin est un film français réalisé par Carmine Gallone, sorti en 1932.

## Synopsis
Deux matelots embarquent à Marseille dans le même bateau. Lors des escales, ils prennent l'un et l'autre des femmes rencontrées dans les ports. À leur retour ils retrouvent leurs épouses mais se demandent si elles leur ont été fidèles.

## Fiche technique
- Titre : Le Chant du marin
- Réalisation : Carmine Gallone
- Scénario : Henri Decoin
- Photographie : Franz Planer
- Chef décorateur : Serge Piménoff
- Musique : Georges Van Parys (musique) et Serge Véber (paroles)
  - Chansons : Dans tous les ports du monde et Tais-toi mon cœur
- Montage : Marguerite Beaugé et Henri Rust
- Production : Adolphe Osso
- Pays de production : France
- Format : Noir et blanc - 35 mm - Son mono - 1,37:1 - Procédé cinématographique : sphérique
- Genre : Comédie
- Durée : 95 minutes
- Date de sortie : 
  - France : 15 janvier 1932

## Distribution
- Albert Préjean : Georget
- Jim Gérald : Marius
- Lolita Benavente : Carmen
- Sylvette Fillacier : Catherine
- Marthe Mussine : Marie
- Robert Cuperly : Le matelot
- Oreste Bilancia : Le cuisinier
- Doumbia : L'homme de couleur
- Ginette Gaubert : Maxe
- Franz Maldacea : Zizi
- Pedro Elviro : Jeff
- Louis Zellas : Gaspard